# Flughafen Hilo

i7
i11
i13
Der Flughafen Hilo (englisch Hilo International Airport, IATA-Code: ITO, ICAO-Code: PHTO) ist der Flughafen der Stadt Hilo auf der Insel Hawaiʻi im US-Bundesstaat Hawaii.

## Geschichte
Im Jahr 1927 genehmigte das Hawaii-Territorium Mittel für den Bau von Flughäfen auf Hawaii, darunter 25.000 Dollar für einen Flughafen bei Hilo. Die Einweihung des Flughafens erfolgte im Februar 1928. Im Jahr 1929 nahmen Inter-Island Airways den Passagierverkehr zwischen Hilo und Honolulu auf, 1934 folgte der Anschluss an das Luftpostnetz.
Der Flughafen Hilo wurde ständig erweitert, unter anderem mit Mitteln der Works Progress Administration und der Civil Aeronautics Administration. 1938 musste hierzu auch das Gefängnis, dessen Insassen beim Bau des Flughafens die Fläche für die Start- und Landebahn geräumt hatten, verlegt werden.
Beim Eintritt der Vereinigten Staaten in den Zweiten Weltkrieg wurde der Flughafen durch Pioniere der United States Army übernommen und weiter ausgebaut. Im Jahr 1943 übernahm die Navy die Kontrolle über den Flughafen Hilo, er wurde aber parallel weiter durch das United States Army Air Corps genutzt. Am 19. April 1943 wurde der Flughafen in General Lyman Field umbenannt, zu Ehren von Albert Kualii Lyman, dem ersten Hawaiianer, der zum Brigadegeneral ernannt worden war.
Im Jahr 1946 wurde die operative Kontrolle wieder an das Territorium übergeben und 1947 zu einem von drei Schwerpunkt-Flughäfen für Hawaii bestimmt. Im Jahr 1952 wurde der Flughafen auch formal vollständig dem Territorium übertragen. Im selben Jahr begannen umfangreiche Erweiterungsarbeiten, die auch ein neues Empfangsgebäude einschlossen.
Im März 1965 wurde die Start- und Landebahn auf 9.600 ft (2.926 m) verlängert, bis 1967 wurden auch die Rollbahnen und das Vorfeld erweitert, so dass im Oktober 1967 erstmals regelmäßige Flüge mit Strahlflugzeugen möglich waren – angeboten durch Pan American und United Airlines. Im Jahr 1970 empfahl eine Kommission Gouverneur John Anthony Burns, das Terminal auf die Südseite des Flughafens zu verlegen. Das neue Gebäude wurde insbesondere für die Boeing 707 ausgelegt, sollte aber auch das größte verfügbare Flugzeug, die Boeing 747, abfertigen können. Die Bauarbeiten begannen im Juli 1974, die Einweihung erfolgte im April 1976.
Seit 1989 trägt der Flughafen offiziell den Namen Hilo International Airport.

## Betrieb
Am Flughafen Hilo bestehen Linienflugverbindungen zu Zielen auf Hawaii und dem Festland der Vereinigten Staaten.

## Zwischenfälle
- Am 6. Januar 1967 verrutschte in einer Curtiss C-46F-1-CU Commando der US-amerikanischen Channel Air Lift (Luftfahrzeugkennzeichen N30046) beim Start vom Flughafen Hilo die mangelhaft gesicherte Ladung so weit nach hinten, dass der Schwerpunkt außerhalb des kontrollierbaren Bereichs lag. Beim Versuch einer Sicherheitslandung kam es zum Strömungsabriss und Absturz. Alle 3 Besatzungsmitglieder, die einzigen Insassen auf dem Frachtflug, kamen ums Leben.[6]